# Pohorsko (přírodní památka)
Pohorsko je přírodní památka na rozhraní Šumavy a Šumavského podhůří, v jihozápadním sousedství vesnice Pohorsko, místní části obce Nezdice na Šumavě v okrese Klatovy. Chráněné území se prostírá po pravé straně cesty, jež vede z Pohorska k samotě Záluží; představuje je k severozápadu ukloněná louka nad pravým břehem Nezdického potoka. Důvodem vyhlášení přírodní památky je ochrana kriticky ohroženého druhu rostliny – hořečku mnohotvarého českého (Gentianella praecox subsp. bohemica).